# Authieux-Ratiéville
Authieux-Ratiéville település Franciaországban, Seine-Maritime megyében. Lakosainak száma 405 fő (2022. január 1.). Authieux-Ratiéville Bosc-le-Hard, Claville-Motteville, Clères, Fontaine-le-Bourg, Frichemesnil és Mont-Cauvaire községekkel határos.

## Népesség
A település népességének változása:
| Lakosok száma | 400  | 407  | 414  | 405  | 403  | 399  | 401  | 403  | 405  |
|               | 2013 | 2015 | 2016 | 2017 | 2018 | 2019 | 2020 | 2021 | 2022 |